# Mikrofibrillär cellulosa

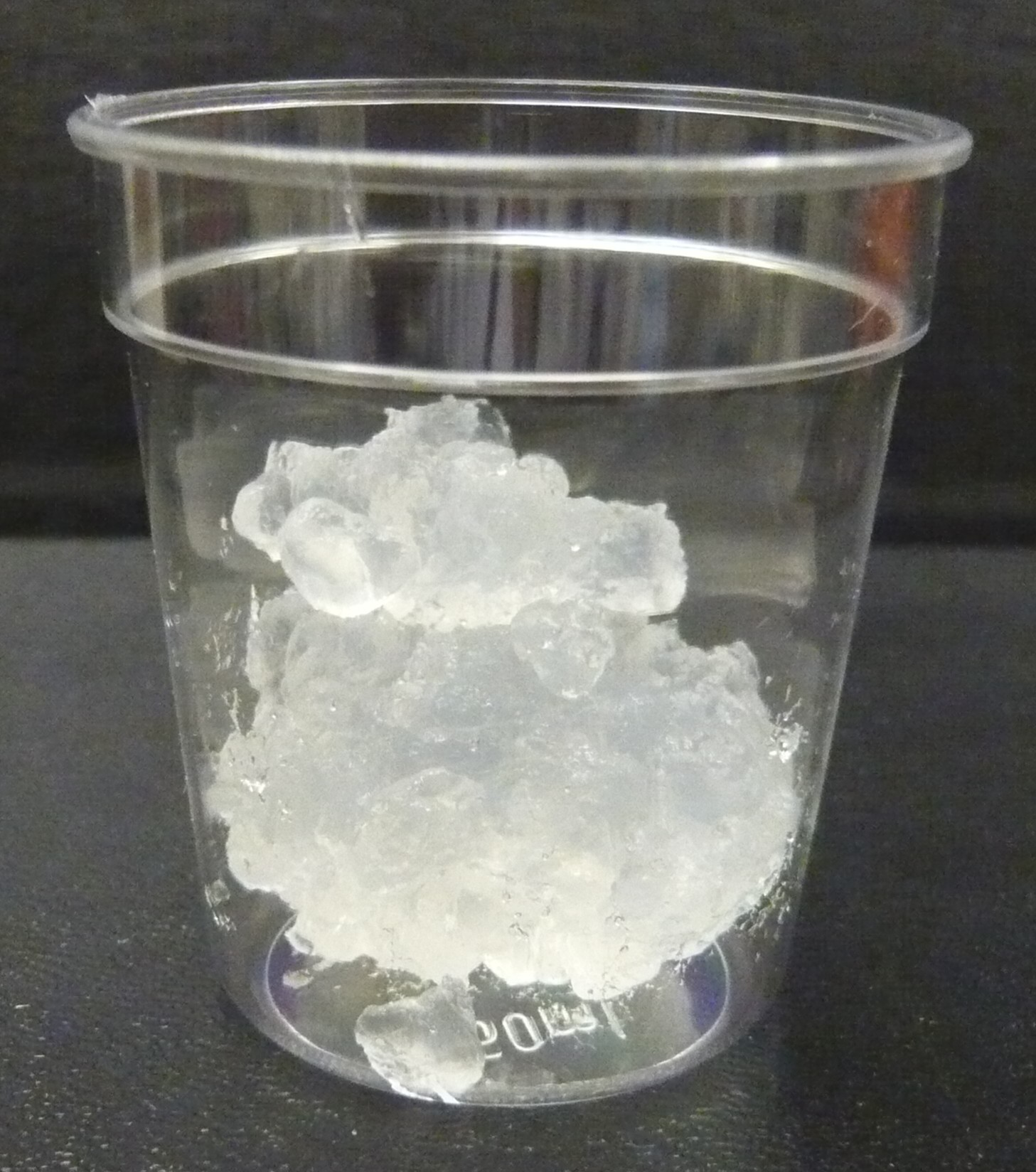
Nanocellulosa

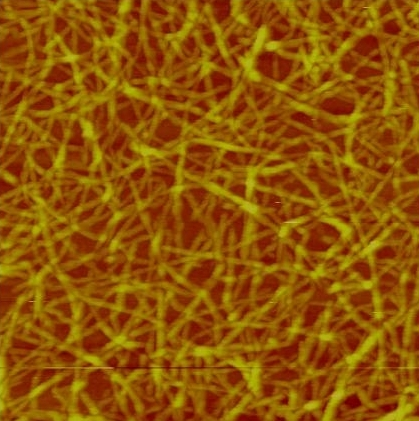
Nanocellulosa adsorberat på en silikonyta. Den scannade ytan är 1 μm2.

Mikrofibrillär cellulosa (MFC), också kallat nanocellulosa, är ett material som består av cellulosafibriller i nanostorlek. Typiska dimensioner är 5-20 nanometer i bredd och upp till 2 000 nanometer i längd. Nanocellulosan är i vatten en gel med hög viskositet och med kraftigt skjuvförtunnande beteende. Nanocellulosafibrillerna isoleras från vedfibrer (pappersmassafibrer) genom processering (delaminering) i högtryckshomogenisatorer eller ultraljudhomogenisatorer.